# シェイク・ニアッセ
シェイク・アフメト・ティディアン・ニアッセ（Cheikh Ahmet Tidian Niasse、2000年1月19日 - ）は、セネガル・ゴサス出身のサッカー選手。エラス・ヴェローナFC所属。ポジションはMF。

## クラブ経歴
2016年にLOSCリールの下部組織へ入団し、2019年1月24日にクラブと3年間のプロ契約を結んだ。同年8月28日、リーグ・アンのASサンテティエンヌ戦にて、76分にガブリエウと途中交代してプロデビューを果たした。2021年2月1日、2020-21シーズン終了時までギリシャのパナシナイコスFCにレンタル移籍することが決定した。
2022年2月3日、BSCヤングボーイズに移籍し、2026年6月までの3年半契約を結んだ。
2025年1月31日、エラス・ヴェローナFCに買取オプション付きでレンタル移籍。その後完全移籍となった。